# Iva Karag'ozova
Iva Škodreva, coniugata Karag'ozova (in bulgaro Ива Шкодрева-Карагьозова?; Samokov, 21 settembre 1971), è un'ex biatleta bulgara.

## Biografia
In Coppa del Mondo ottenne la prima vittoria, nonché primo risultato di rilievo, il 21 gennaio 1988 ad Anterselva.
In carriera prese parte a tre edizioni dei Giochi olimpici invernali, Albertville 1992 (39ª nella sprint, 17ª nell'individuale, 4ª nella staffetta), Lillehammer 1994 (11ª nella sprint, 41ª nell'individuale, 13ª nella staffetta) e Salt Lake City 2002 (41ª nella sprint, 32ª nell'individuale, 4ª nella staffetta) e a sei dei Mondiali, vincendo tre medaglie.

## Palmarès

### Mondiali
- 3 medaglie:
  - 1 argento (gara a squadre a Lahti 1991)
  - 2 bronzi (gara a squadre a Minsk/Oslo/Kontiolahti 1990; individuale[2] a Lahti 1991)

### Coppa del Mondo
- Miglior piazzamento in classifica generale: 10ª nel 1992
- 10 podi (7 individuali, 3 a squadre[1]), oltre a quello ottenuto in sede iridata e valido anche ai fini della Coppa del Mondo:
  - 4 vittorie  (individuali)
  - 6 terzi posti  (3 individuali, 3 a squadre)

#### Coppa del Mondo - vittorie
| Data            | Località   | Nazione        | Specialità |
| --------------- | ---------- | -------------- | ---------- |
| 21 gennaio 1988 | Anterselva | Italia         | IN         |
| 28 gennaio 1988 | Ruhpolding | Germania Ovest | IN         |
| 9 marzo 1989    | Östersund  | Svezia         | IN         |
| 21 gennaio 1993 | Anterselva | Italia         | IN         |

Legenda:

IN = individuale